# Елберт Генрі Гері
́Елберт Ге́нрі Ґе́рі (англ. Elbert Henry Gary) (8 жовтня 1846, біля Вітон, штат Іллінойс — 15 серпня 1927, Мангеттен, Нью-Йорк) — американським юрист, суддя округу, промисловцем та бізнесменом. 1901 року він став засновником компанії U.S. Steel разом із Дж. П. Морганом, Вільямом Г. Муром, Генрі К. Фріком і Чарльзом М. Швабом. На його честь назване сталеливарне місто Ґері в штаті Індіана, засноване 1906 року, й місто Гері в штаті Західна Вірджинія.

## Життєпис
Елберт Ґері народився на фермі свого батька поблизу Вітона, (штат Іллінойс), 8 жовтня 1846 року в родині Ерастуса та Сьюзен Абія Ґері. Його батько походив з массачусетських пуритан, а мати була нащадком офіцера армії Лафайєта.Навчався в Вітонському коледжі та першим у своєму класі 1868 року закінчив Правничий коледж Юніон, пізніше Коледж права (англ. Pritzker School of Law) Північно-Західного університету. 1871 року Ґері почав займатися юридичною практикою в Чикаго, а також мав офіс у Вітоні. Він був співзасновником (разом зі своїм дядьком Джессі Вітоном) банку Gary-Wheaton.
Після Великої пожежі в Чикаго, коли Ґері працював корпоративним адвокатом залізниць та інших клієнтів, його тричі обирали президентом Віттона, а коли 1882 року Віттон набув статус міста, був його першим мером протягом двох термінів. З 1882 по 1890 рік він два терміни прослужив суддею округу ДюПейдж.

## Родина

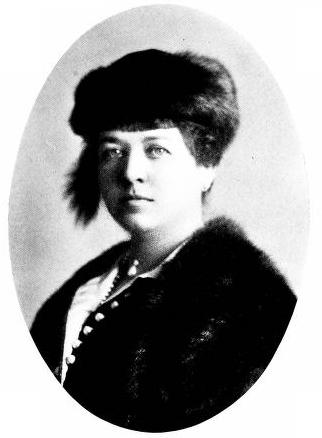
Емма T. Товнсенд (1916)

25 червня 1869 року Елберт Ґе́рі одружився з Джулією Емілі Грейвс, у них було дві дочки, Гертруда і Берта. Дружина померла 1902 року. 5 грудня 1905 року одружився вдруге з Еммою Т. Таунсенд.
1915 року його друга дружина була членом комісії Панамо-Тихоокеанської міжнародної виставки в Сан-Франциско від штату Нью-Йорк; і була однією з офіційних гостес Нью-Йоркського павільйону під час експозиції.

## Правничо-бізнесова діяльність
Близько двадцяти п'яти років Елберт Ґері займався адвокатською практикою в Чикаго. З 1893 по 1894 рік він був президентом Чиказької асоціації адвокатів. Саме під час розгляду справ у суді він уперше зацікавився процесом виробництва сталі та економікою цього бізнесу. 1898 року він залишив свою юридичну практику і став президентом Федеральної сталеливарної корпорації в Чикаго, яка спеціалізувалася на виробництві колючого дроту. 1901 року федеральна та інші компанії об'єдналися в U.S. Steel, а Ґері було обрано головою ради директорів і фінансового комітету.
1900 року Ґері переїхав з Вітона до Нью-Йорка, де заснував штаб-квартиру U.S. Steel. Він працював головою правління американської корпорації з мільярдним капіталом від заснування компанії до своєї смерті в серпні 1927 року. У листопаді 1904 року, коли назрівав урядовий позов, Ґері звернувся до президента США Рузвельта з пропозицією угоди про співпрацю в обмін на пільговий режим. U.S. Steel відкриє свої книги Бюро корпорацій; якби Бюро виявило докази порушення, компанію було б попереджено в приватному порядку та дано шанс виправити ситуацію. Рузвельт прийняв цю «джентльменську угоду», тому що вона відповідала його інтересам у пристосуванні до сучасного індустріального порядку, зберігаючи при цьому публічний імідж «убивці» трастів.
Коли 1917 року Америка вступила в Першу світову війну, Ґері призначили головою комітету зі сталі Ради національної оборони. Завдяки зв'язкам із підприємством, яке мало важливе значення для виробництва боєприпасів, він мав великий вплив на налагодження співпраці між урядом і промисловістю. Він був зацікавлений у зміцненні дружби між Америкою та Японією. 1919 року він був запрошений президентом Вудро Вільсоном відвідати промислову конференцію у Вашингтоні, де взяв помітну участь як твердий прихильник «відкритого цеху», захисником якого він завжди був.

## Визнання заслуг

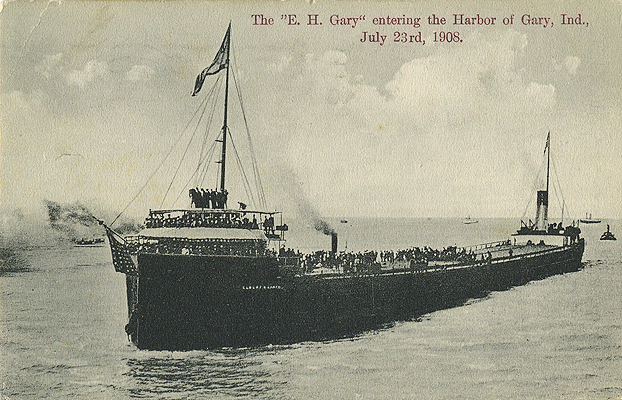
Пароплав «Elbert H. Gary» входить у гавань Ґері, Індіана

1905 року на його честь був названий пароплав «Elbert H. Gary», збудований на корабельні компанії Pittsburgh Steamship, яка була дочірньою компанією U.S. Steel. На момент спуску на воду «Elbert H. Gary» був найдовшим судном на Великих озерах.
1908 року Елберт Ґері був обраний першим президентом новоствореного Американського інституту чавуну та сталі (англ. American Iron and Steel Institute - AISI), який виник з торгівельної асоціації північноамериканських виробників сталі, створеної ще 1855 року. 1927 року AISI заснував медаль, названу на честь першого президента Елберта Г. Ґері. Медаллю Ґері щорічно вшановують осіб за видатний внесок у сталеливарну промисловість Північної Америки. Серед лауреатів керівники компаній, колишні президенти AISI(наприклад, 2003 року — Джон Майбері, 2005 року — Давид Сазерленд), видатні науковці (наприклад, лауреат 1992 року — дослідницький директор Union Carbide Михайло Корчинський)